# 王嶙
王嶙，山东霑化（今山东沾化）人，清朝政治人物。进士出身。

## 生平
崇禎十二年（1639年）舉己卯科山東鄉試。清順治三年（1646年），登進士。次年任江南青浦县知县。